# ウメオ大学レストラン調理学校
ウメオ大学レストラン調理学校（英語: Umeå University School of Restaurant and Culinary Arts、スウェーデン語: Restauranghögskolan i Umeå）とは、スウェーデンのウメオ大学が運営する高級飲食店の接客・調理学部である。

## 学習内容
ウメオ大学のレストラン調理学校では「ガストロノミー」プログラムを学習する。このプログラムは2学期制の3年制で、調理と接客の2つのコースがある。どちらのコースも前半はケータリングやレストラン・サイエンス、食文化と社会、起業家精神や収益管理などについて勉強する。後半はそれぞれのコースに分かれて、創造的な料理の調理法やキッチンの運営、もしくはソムリエの知識や「ホスピタリティ」などホテル・レストランのダイニングルームの運営について専門的な学習を行う。180単位のプログラムを修了して卒業論文を提出すると、人文科学の学士資格（Bachelor of Arts）が与えられる。